# Totalitarism
Totalitarismul este un sistem politic în care societatea este „total” controlată. 
Regimuri autoritare (de exemplu, monarhie absolută sau dictatură) au existat pe tot cursul istoriei. Totalitarismul a apărut în secolul XX și are caracteristici distincte. 
Atributul de „totalitar” nu este dat de cât de completă este puterea sau de intens controlul conducerii în domeniul politic (ceea ce există deja într-un regim autoritar), dar de cât de extinsă și amplă se manifestă intruziunea într-o viață socială care în mod normal nu are de-a face cu politica. În regimurile totalitare distanța între stat și societate este, practic, anulată. Puterea partidului unic întrupată de stat  pătrunde până și în viața particulară a fiecărui cetățean. 
Comunismul, nazismul și fascismul sunt exemple de sisteme totalitare. Conceptul de societate deschisă este opus ideologiei totalitare.

## Definiții
Potrivit profesorului de la Yale Juan José Linz, există trei tipuri principale de regimuri politice astăzi: democrații, regimuri totalitare și regimuri autoritare (cu regimuri hibride). Regimurile totalitare sunt adesea caracterizate prin represiune politică extremă și încălcări ale drepturilor omului într-o măsură mai mare decât cele ale regimurilor autoritare. Alte aspecte ale unui regim totalitar includ utilizarea pe scară largă a lagărelor de prizonieri violente, poliția secretă represivă, practicile de persecuție religioasă sau rasism.
Totalitarismul este în contrast cu autoritarismul. Potrivit lui Radu Cinpoes, un stat autoritar este „preocupat doar de puterea politică și, atâta timp cât nu este contestat, oferă societății un anumit grad de libertate”. Cinpoes scrie că autoritarismul „nu încearcă să schimbe lumea și natura umană”.
În schimb, Richard Pipes a afirmat că ideologia proclamată oficial „pătrunde în cele mai adânci zone ale structurii societății, iar guvernul totalitar încearcă să controleze complet gândurile și acțiunile cetățenilor săi”.

### Definiție după Hannah Arendt

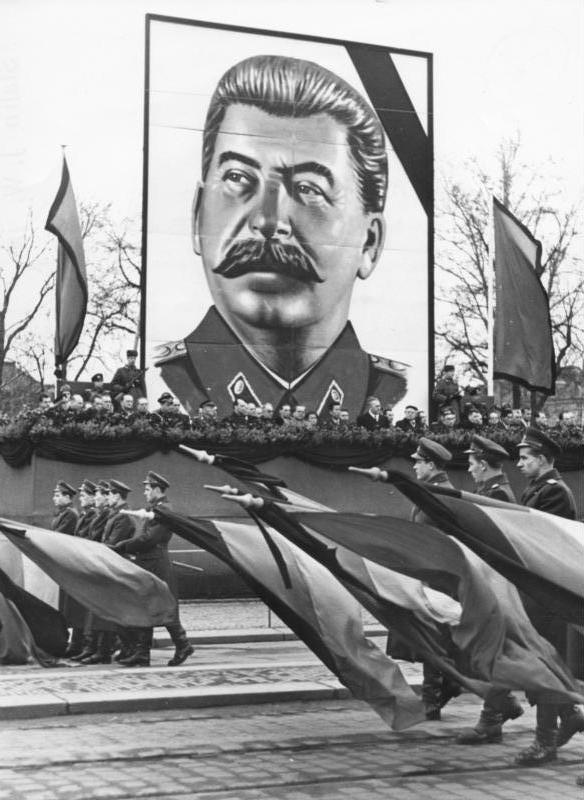
Paradă în cinstea lui Stalin (Dresda, Germania de Est, 1953)

Filosoful și politologul Hannah Arendt a oferit o definiție a conceptului de totalitarism în cartea sa Originile totalitarismului (1951). Potrivit ei, doar două țări au experimentat atunci un totalitarism adevărat: Germania sub nazism și URSS sub Stalin. Cu toate acestea, distinge tendințele sau episoadele totalitare și în afară de aceste două cazuri. Ea citează în special macartismul de la începutul anilor 1950 în Statele Unite sau lagărele administrative franceze în care se aflau refugiați din războiul spaniol. Aceste regimuri admit doar un singur partid care controlează statul, care el însuși se străduiește să controleze societatea. Din punct de vedere totalitar, această viziune este eronată: există un singur partid pentru că există un singur întreg, doar o țară, a dori un alt partid este deja trădare.
Totalitarismul descris de Hannah Arendt nu este atât un „regim” politic, cât o „dinamică” autodistructivă bazată pe distrugerea structurilor sociale.

### Definiție după Carl Joachim Friedrich
În anii 1950, politologul Carl Joachim Friedrich și asistentul său Zbigniew Brzeziński au identificat drept „totalitar” un regim în care existau elementele: o ideologie oficială, un singur partid de „masă”,monopolul mass-media, cel al forțelor armate și o economie planificată.

### Definiție după Claude Lefort
Claude Lefort este unul dintre teoreticienii politicii care subliniază relevanța noțiunii de totalitarism, din care derivă atât stalinismul, cât și fascismul, și consideră totalitarismul ca fiind diferit în esență de categoriile majore folosite de lumea occidentală încă din Grecia antică, precum dictatură sau tiranie. Totuși, spre deosebire de autori precum Hannah Arendt, care limitează noțiunea la Germania nazistă și Uniunea sovietică între 1936 și 1953, Lefort o aplică regimurilor din Europa de Est din a doua jumătate a secolului XX. În timp ce studia aceste regimuri acesta și-a dezvoltat analiza totalitarismului.

### Modelul totalitar
În anii 1950, conceptul de totalitarism a fost perfecționat într-un mod în care politologii au încercat să ajungă la o categorizare a regimurilor politice. Modelul totalitarismului s-a format în opoziție cu alte modele, precum modelul regimului „democratic-constituțional”.
Sub titlul de Revoluție Permanentă, Sigmund Neumann a publicat un studiu despre totalitarism în 1940. El a insistat că statul totalitar a efectuat o „revoluție permanentă”. Potrivit lui Neumann, caracterul principal al regimurilor totalitare a fost instituționalizarea revoluției.
Dar atunci când istoricii înțeleg conceptul, este mult mai conform definiției fixate, la origine, de politologul Carl Friedrich Gauss. Lucrarea scrisă de Friedrich este, potrivit lui Enzo Traverso, „cartea care a polarizat cel mai mult dezbaterea în anii cincizeci și șaizeci”. Analiza lor asupra totalitarismului a fost mult timp cel mai autorizat document teoretic. Autorul a prezentat un „sindrom al totalitarismului cu cinci caracteristici fundamentale:
1. un singur partid care controlează statul și este condus de un lider carismatic;
2. o ideologie de stat care promite dezvoltarea umanității;
3. prezența poliției cu un comportament dur;
4. un management central al economiei;
5. monopolul mass-media.

Din această perspectivă, dictaturile totalitare, ca formă nouă și extrem de modernă de autoritarism, au fost forma finală a despotismului. Mai mult, societățile totalitare au fost prezentate ca fiind similare între ele.
La aceasta se poate adăuga, ca și alte aspecte practice, controlul total al educației. Tehnica este preponderentă: sunt tehnici moderne care permit puterii politice să aibă control total asupra populațiilor. Statul totalitar constă dintr-o birocrație amplă. Una dintre caracteristicile totalitarismului este asuprirea fizică și psihică a populației. Ideologia constituie un instrument de guvernare de neegalat, prin îndoctrinarea populațiilor.
Politologii din perioada totalitarismului european au tras concluzii pesimiste pentru viitor. Potrivit acestora, era puțin probabil ca dictaturile totalitare să se desființeze sau să fie răsturnate de o revoluție. De asemenea, au existat obstacole enorme în calea liberalizării regimului. Structurile totalitarismului l-au făcut să nu poată evolua, dar nu să se poată reproduce. Acest stat puternic încerca chiar să-și extindă controlul asupra întregii lumi. Planurile totalitare de revoluție mondială păreau să poată fi învinse doar de intervenția militară exterioară, așa cum se întâmplase cu nazismului.
În prima sa carte care baza pe totalitarismul sovietic, Brzezinski a vorbit despre mobilizarea totală a resurselor de către stat, asuprirea oricărei opoziții și teroarea generală. Mișcările totalitare au fost speciale pentru că „proiectul lor este de a instituționaliza o revoluție care crește în amploare pe măsură ce regimul se stabilizează la putere." Obiectivul acestei revoluții este de a elimina toate unitățile sociale existente pentru a înlocui vechiul pluralism cu o unanimitate omogenă.
Politologul recunoaște că „sistemul politic al lui Hrușciov nu este același cu cel al lui Stalin, deși ambele pot fi descrise, în general, ca totalitar”. Sub Hrușciov, asuprirea a făcut loc unei politici de îndoctrinare care a devenit principala caracteristică a sistemului.
Betty Brand Burch a rezumat definiția clasică a totalitarismului astfel: „Totalitarismul este o formă extremă de dictatură caracterizată prin puterea nelimitată și excesivă a conducătorilor, suprimarea tuturor formelor de opoziție și controlarea vieții publice de către stat". Statul, controlat de partidul unic, ar exercita în acest sens un control total asupra societății, culturii, științei, chiar și asupra indivizilor cărora nu le este recunoscută libertatea de exprimare.

## Politici

### Primele utilizări
Noțiunea că totalitarismul este putere politică totală care este exercitată de stat a fost formulată în 1923 de Giovanni Amendola. Termenului i s-a atribuit mai târziu un sens pozitiv în scrierile lui Giovanni Gentile, cel mai proeminent filozof al Italiei și teoretician de vârf al fascismului. El a folosit termenul totalitario pentru a se referi la structura și scopurile noului stat care urma să ofere „reprezentarea totală a națiunii și îndrumarea totală a obiectivelor naționale”. El a descris totalitarismul ca pe o societate în care ideologia statului avea influență asupra majorității cetățenilor săi. Potrivit lui Benito Mussolini, acest sistem politizează tot ceea ce este spiritual și uman: „Totul în interiorul statului, nimic în afara statului, nimic împotriva statului”.
Unul dintre primii oameni care a folosit termenul de totalitarism în limba engleză a fost scriitorul austriac Franz Borkenau în cartea sa din 1938. Numele de totalitar a fost aplicată de două ori Germaniei naziste în timpul discursului lui Winston Churchill din 5 octombrie 1938, în fața Camerei Comunelor, în opoziție cu Acordul de la München.
José María Gil-Robles y Quiñones, liderul istoricului partid spaniol numit Confederația Spaniolă a Dreaptei Autonome (CEDA), și-a declarat intenția de a „a oferi Spaniei o adevărată unitate, un spirit nou, o politică totalitară". Generalul Francisco Franco era hotărât să nu aibă partide de dreapta concurente în Spania, iar CEDA a fost dizolvată în aprilie 1937. Mai târziu, Gil-Robles a plecat în exil. 
George Orwell a folosit adesea cuvântul totalitar în mai multe eseuri publicate în 1940, 1941 și 1942. În eseul său „De ce scriu”, Orwell a scris: „Războiul spaniol și alte evenimente din 1936–37 au schimbat amploarea și apoi am știut unde mă aflu. Fiecare rând de lucrări pe care le-am scris din 1936 a fost scris, direct sau indirect, împotriva totalitarismului și pentru socialismul democratic, așa cum îl înțeleg.” El se temea că viitoarele regimuri totalitare ar putea exploata tehnologiile în supraveghere și din mass-media pentru a instaura o dictatură permanentă la nivel mondial, care ar fi putut devenii imposibil de a fi dată jos.

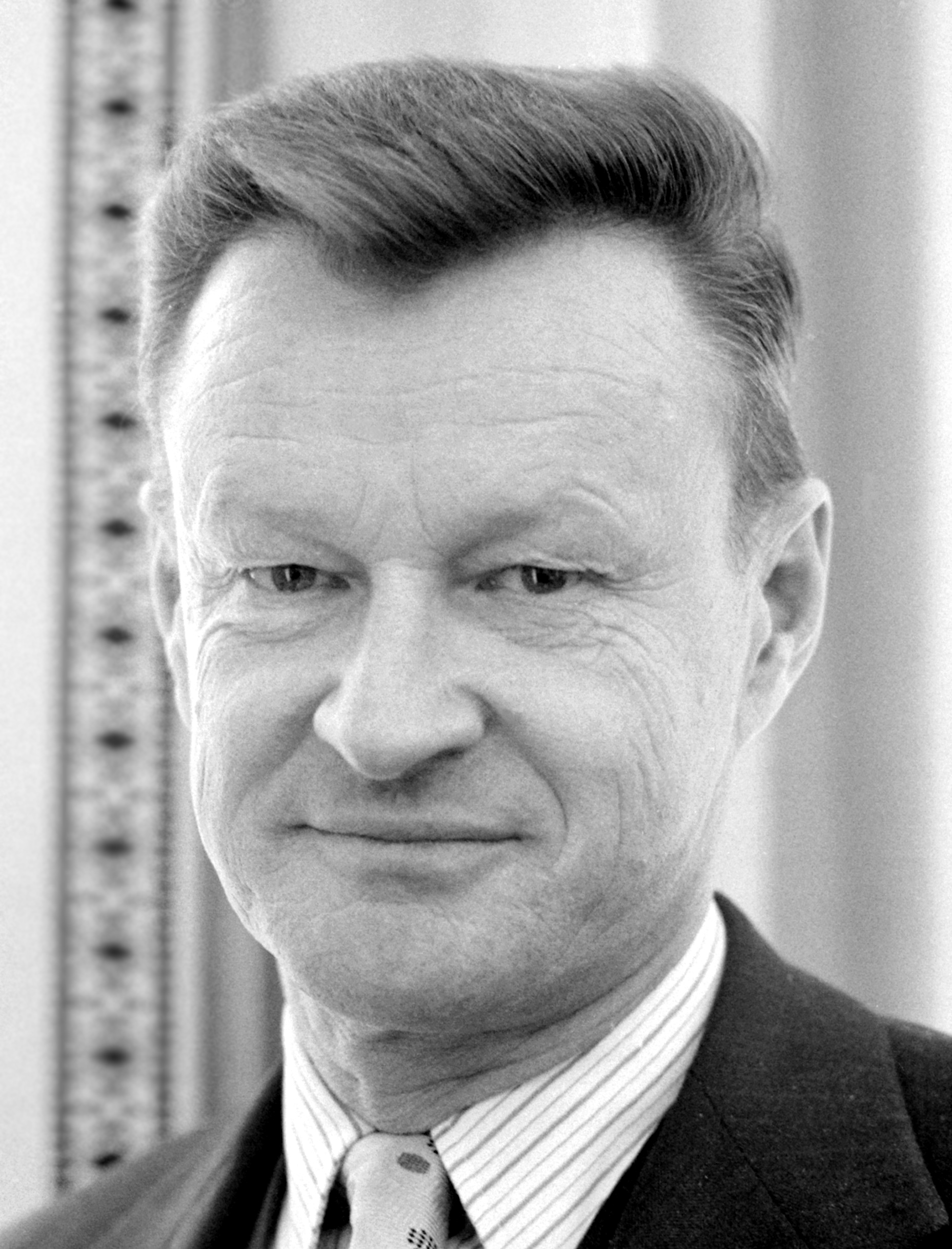
Carl Joachin Friedrich și Zbigniew Brzezinski (din poză) au popularizat conceptul de totalitarism, alături de Hannah Arendt.

În timpul unei serii de prelegeri din 1945, intitulată „Impactul sovietic asupra lumii occidentale” și publicată sub formă de carte în 1946, istoricul britanic E. H. Carr a scris: „Tendința de îndepărtare de individualism și către totalitarism este peste tot inconfundabilă”. Potrivit lui Carr, doar „orbii și incurabilii” ar putea ignora tendințele către totalitarism.
În The Open Society and Its Enemies (1945) și The Poverty of Historicism (1961), Karl Popper a vorbit despre o critică influentă a totalitarismului. În ambele lucrări, Popper a evidențiat „societatea deschisă” a democrației liberale cu totalitarismul și a declarat că acesta se bazează pe convingerea că istoria se îndreaptă către un viitor stabil.

### Războiul Rece
În Originile totalitarismului, Hannah Arendt a remarcat că regimurile naziste și comuniste erau noi forme de guvernare și nu doar versiuni actualizate ale vechilor tiranii. Potrivit lui Arendt, sursa atractiei în masă a regimurilor totalitare este ideologia lor, care oferă un răspuns unic la misterele trecutului, prezentului și viitorului. Pentru nazism, toată istoria este istoria luptei rasiale iar pentru marxism toată istoria este istoria luptei de clasă. Odată acceptată această premisă, toate acțiunile statului pot fi justificate prin apel la natură sau la legea istoriei.

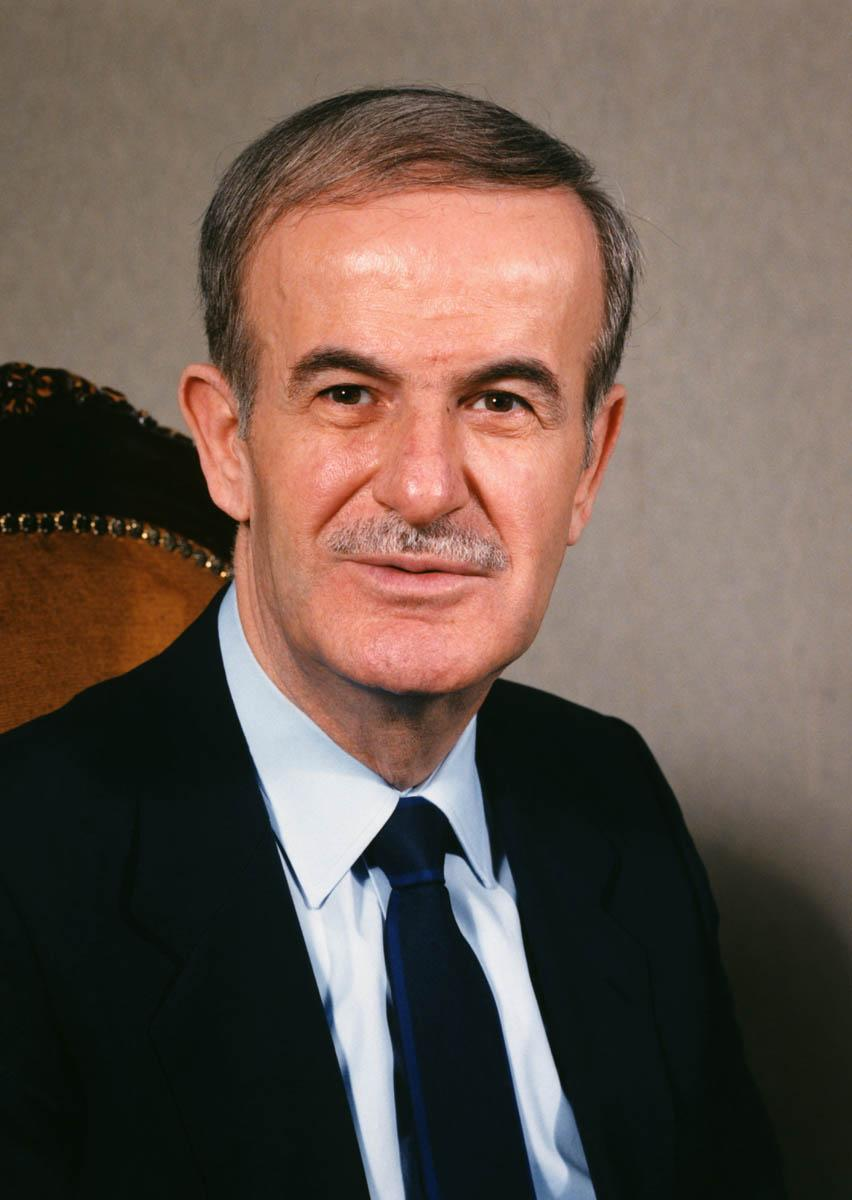
Sub dictatura lui Hafez al-Assad, Siria a fost condusă de unul dintre puținele regimuri totalitare supraviețuitoare din perioada Războiului Rece până în prezent.

Pe lângă Arendt, mulți experți din diverse medii academice au examinat îndeaproape totalitarismul. Printre cei mai remarcați comentatori ai totalitarismului se numără Raymond Aron, Lawrence Aronsen, Franz Borkenau, Karl Dietrich Bracher, Zbigniew Brzeziński, Robert Conquest, Carl Joachim Friedrich, Echard Jesse, Leopold Labedz, Walter Laqueur, Claude Lefort, Juan Linz, Leonard Schapiro și Adam Ulam. Fiecare dintre aceștia a descris totalitarismul în moduri diferite, dar toți au fost de acord că totalitarismul urmărește să mobilizeze populații întregi în sprijinul unei ideologii oficiale de partid. În același timp, mulți experți din diferite medii academice și poziții ideologice i-au criticat pe teoreticienii totalitarismului.
În 1956, politologii Carl Joachim Friedrich și Zbigniew Brzeziński au fost responsabili pentru extinderea utilizării termenului în științe sociale universitare și în cercetarea profesională. Friedrich și Brzezinski au declarat că un sistem totalitar are următoarele șase caracteristici:
1. Elaborarea ideologiei de ghidare.
2. Partid unic, condus de obicei de un dictator.
3. Sistem de ''teroare'', acesta folosind instrumente precum violența și poliția secretă.
4. Monopol asupra armelor.
5. Monopol asupra mijloacelor de comunicare.
6. Controlul economiei prin planificarea de stat.

În cartea intitulată Democrație și totalitarism (1968), analistul francez Raymond Aron a subliniat cinci criterii pentru ca un regim să fie considerat totalitar:
1. Un stat cu un partid în care un partid deține monopolul asupra tuturor activităților politice.
2. O ideologie de stat susținută de partidul de guvernământ căruia i se acordă statutul de singură autoritate.
3. Monopolul informațional de stat care controlează mass-media pentru distribuirea adevărului oficial.
4. Economie controlată de stat cu entități economice majore aflate sub controlul statului.

Potrivit acestui punct de vedere, regimurile totalitare din Germania, Italia și Uniunea sovietică au avut origini inițiale în haosul care a urmat după Primul Război Mondial și au permis mișcărilor totalitare să preia controlul asupra guvernului. Unii oameni de știință socială au criticat abordarea totalitară a lui Friedrich și Brzezinski, comentând că sistemul sovietic, atât ca entitate politică, cât și ca entitate socială, a fost de fapt mai bine înțeles în termeni de grupuri de interese, elite concurente sau chiar în termeni de clasă, folosind conceptul.
Istoricul german Karl Dietrich Bracher, a cărui lucrare se ocupă în primul rând de Germania Nazistă, a declarat că „tipologia totalitară”, așa cum a fost dezvoltată de Friedrich și Brzezinski, este un model excesivl și nu a luat în considerare „dinamica revoluționară”. Bracher a declarat de asemenea că esența totalitarismului este pretenția totală de a controla și reface toate aspectele societății. Tipologiile lui Bracher au fost atacate de Werner Conze și de alți istorici, care au considerat că Bracher „a pierdut materialul istoric” și a folosit „concepte universale”.
În cartea sa din 1951 „The True Believer”, Eric Hoffer a declarat că mișcările de masă precum fascismul, nazismul și stalinismul au avut o trăsătură comună în a prezenta democrațiile occidentale și valorile lor ca fiind decadente, cu oameni „prea blânzi, prea egoiști". Hoffer a adăugat că acele mișcări oferă oamenilor perspectiva unui viitor glorios, permițându-le să găsească un refugiu împotriva lipsei de realizări personale în existența lor. Individul este apoi asimilat într-un corp colectiv compact și sunt stabilite „ecrane care reflectă realitatea”. Aceast lucru poate fi legat de o teamă religioasă a comuniștilor. Paul Hanebrink a declarat că mulți creștini europeni au început să se teamă de regimurile comuniste după ascensiunea în putere a lui Hitler.

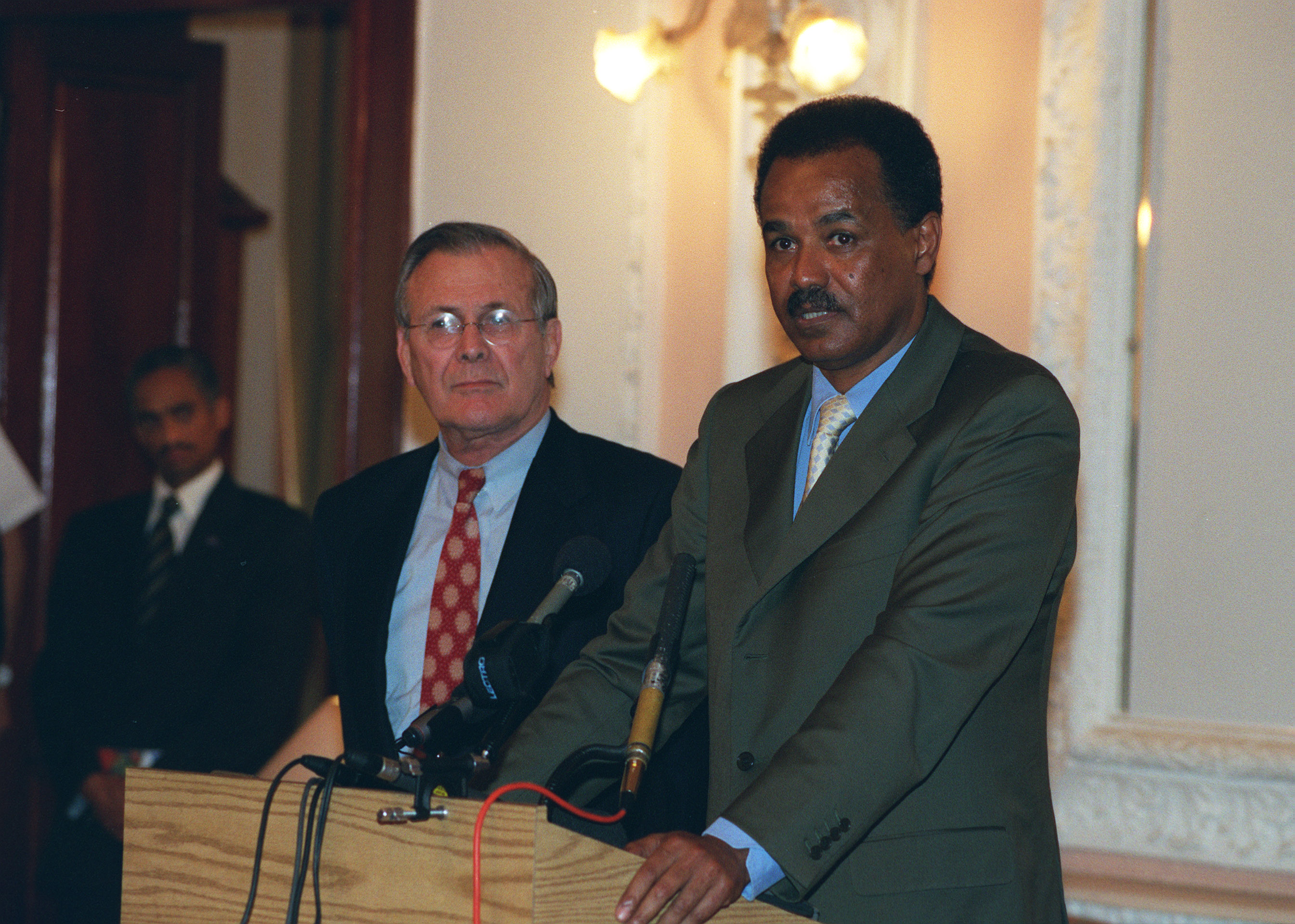
Președintele Isaias Afwerki (dreapta) a condus Eritreea ca un dictator totalitar de la independența țării, survenită în 1993.

### După Razboiul Rece

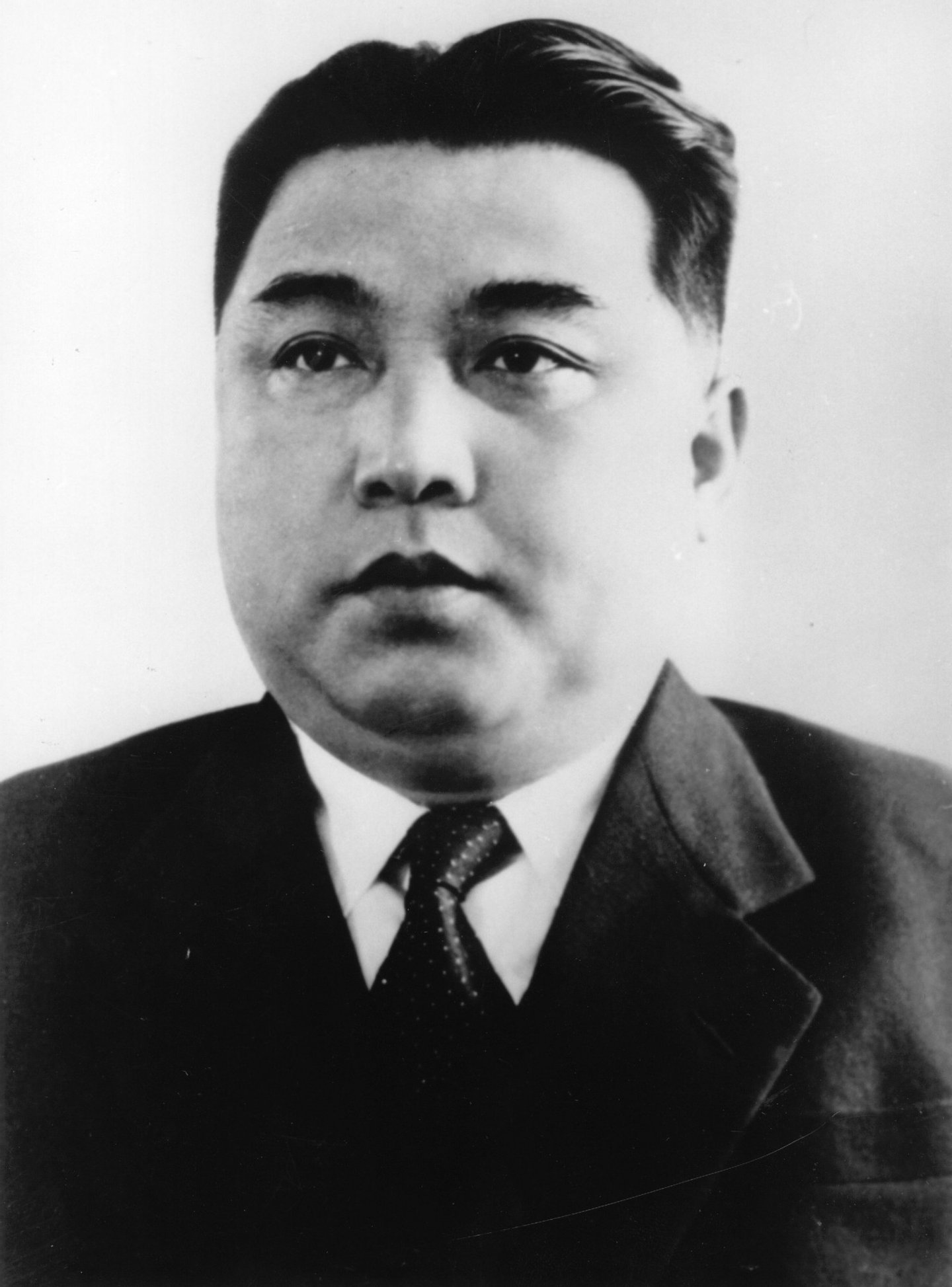
Kim Il Sung a fost un lider totalitar și fondator al Coreei de Nord.

Laure Neumayer a declarat că „în ciuda disputelor asupra valorii sale euristice, conceptul de totalitarism a făcut o revenire în câmpurile politice și academice la sfârșitul Războiului Rece”. În anii 1990, François Furet a făcut o analiză comparativă și a folosit termenul de gemeni totalitari pentru a lega nazismul și stalinismul. Eric Hobsbawm l-a criticat pe Furet pentru tentația de a sublinia existența unui teren comun între două sisteme cu rădăcini ideologice diferite.
La începutul anilor 2010, Richard Shorten, Vladimir Tismăneanu și Aviezer Tucker au remarcat că ideologiile totalitare pot lua forme diferite în diferite sisteme politice, dar toate se concentrează pe utopism, științism sau violență politică. Argumentele lor au fost criticate de alți savanți din cauza parțialității lor.
Alte studii încearcă să lege schimbările tehnologice moderne de totalitarism. Potrivit lui Shoshana Zuboff, presiunile economice ale capitalismului modern de supraveghere conduc la intensificarea conexiunii și monitorizării online. Toby Ordcredea că temerile lui Orwell de totalitarism au constituit un precursor al noțiunilor moderne de risc, conceptul potrivit căruia o viitoare catastrofă ar putea distruge permanent potențialul vieții inteligente. Ord a spus că scrierile lui Orwell arată că preocuparea lui a fost mai degrabă autentică decât doar o parte ușoară a complotului fictiv din Nineteen Eighty-Four.
Alte studii încearcă să lege schimbările tehnologice moderne de totalitarism. Potrivit lui Shoshana Zuboff, presiunile economice ale capitalismului modern de supraveghere conduc la intensificarea conexiunii și monitorizării online. Toby Ord credea că temerile lui Orwell de totalitarism au constituit un precursor al noțiunilor moderne de risc, conceptul potrivit căruia o viitoare catastrofă ar putea distruge permanent potențialul vieții inteligente. Ord a spus că scrierile lui Orwell arată că preocuparea lui a fost mai degrabă autentică decât doar o parte ușoară a complotului fictiv din Nineteen Eighty-Four. În 1949, Orwell a scris că „clasă conducătoare care s-ar putea proteja împotriva va rămâne permanent la putere”. În același an, Bertrand Russell a declarat că „tehnicile moderne au făcut posibilă o nouă intensitate a controlului guvernamental, iar această posibilitate a fost folosită des în statele totalitare”.
La sfârșitul anilor 2010, The Economist a descris sistemul de credit social dezvoltat al Chinei sub administrația secretarului general al Partidului Comunist Chinez Xi Jinping, pentru a-și analiza cetățenii pe baza comportamentului lor personal, drept totalitar. Oponenții sistemului de clasare al Chinei spun că acesta este intruziv și este doar un alt instrument pe care un stat cu partid unic îl poate folosi pentru a controla populația. The New York Times a comparat cultul personalității liderului suprem chinez Xi Jinping și ideologia lui, gândirea lui Xi Jinping, cu cea a lui Mao Zedong în timpul Războiului Rece. Susținătorii spun că aceasta va transforma China într-o societate mai civilizată și mai respectuoasă a legii. Shoshana Zuboff îl consideră mai degrabă instrumentar decât totalitar.

Steagul talibanilor

### Totalitarism Religios
Talibanii sunt un grup militant islamist totalitar și o mișcare politică din Afganistan, care a apărut în urma războiului sovieto-afgan și a sfârșitului Războiului Rece. A guvernat cea mai mare parte a Afganistanului din 1996 până în 2001 și a câștigat controlul total asupra Afganistanului în 2021. Caracteristicile guvernării totalitare includ impunerea culturii Pashtunwali a grupului etnic pluralist Pashtun ca lege religioasă, excluderea minorităților și a membrilor non-talibani din guvern și încălcări ample ale drepturilor femeilor. 
Statul Islamic este o grupare teroristă salafită-jihadistă fondată de Abu Musab al-Zarqawi în 1999, care susține o ideologie totalitară care este un hibrid fundamentalist al jihadismului global, wahhabismului și qutbismului. Cvasi-statul a deținut un teritoriu semnificativ în Irak și Siria în timpul războiului din Irak și al războiului civil sirian din 2013 până în 2019 sub dictatura primului său calif Abu Bakr al-Bagdadi, care a impus o formă extremă a legii Sharia.

## Totalitarismul în România
De-a lungul istoriei, în România au existat mai multe tipuri de regimuri totalitare, fiecare dintre ele având conducători cu viziuni diferite.

#### Constituții autoritare
În anul 1938 a fost promulgată o constituție autoritară prin care s-a instaurat regimul totalitar al lui Carol al II-lea. Eșecul partidelor politice de a obține 40% din voturi la alegerile parlamentare din 1937 a favorizat instaurarea regimului lui Carol. Principalele prevederi ale acestei constituții sunt:
- Teritoriul țării este inalienabil;
- Statul este național și inalienabil;
- Introducerea pedepsei cu moartea pentru atentatele contra suveranului;
- Interzicerea propagandei politice în biserici;
- Împărțirea teritoriului în ținuturi conduse de rezidenți regali;

Anumite drepturi cetățenești au fost recunoscute, indiferent de originea etnică și religie, precum libertatea învățămantului, libertatea presei și libertatea de asociere. În această constituție, regele avea atribuția de a lua inițiativa legislativă și de a promulga legile.
Atribuțiile regelui erau de a guverna prin decrete și legi, numirea și revocarea miniștrilor și comandarea armatei.

### Legionarism
La 14 septembrie 1940 ia naștere statul național-legionar condus de către Ion Antonescu, vicepreședintele Consiliului de miniștri fiind legionarul Horia Sima. În noul guvern, legionarii dețineau ministerele: Afaceri Interne, Externe, Educația Naționala și sănătate, Muncă și Ocrotiri Sociale.
Regimul Antonescian s-a caracterizat prin preluarea puterii de către Antonescu, care guverna prin decrete și legi, fără să răspundă în fața unei instituții pentru deciziile luate în politica Romaniei. Astfel, s-a instaurat un regim de dictatură bazat pe încălcarea drepturilor și libertăților cetățenești, încălcarea principiului separării puterilor în stat și desfințarea partidelor politice.

### Comunism
În anul 1948 s-a instaurat regimul comunist, fiind promulgată o noua constituție la data de 13 aprilie 1948. Aceasta a fost inspirată din Constituția sovietică din anul 1936. Numele țării a fost schimbat în Republica Populară Română iar prevederile economice primează în fața celor politice. Principalele prevederi ale acestei constituții sunt:
- Republica este un stat unitar, independent și suveran;
- Proprietatea privată poate trece în proprietatea statului;
- Principiul separării puterilor în stat era încălcat;

Drepturile cetățenești sunt recunoscute, indiferent de naționalitate, rasă, religie, însă nu au fost respectate. Principiul separării puterilor în stat era încălcat, iar drept de vot aveau toți cei care aveau 18 ani împliniți.  
În anul 1952, datorită subordonării Romaniei la interesele URSS s-a promulgat o noua constituție. Promulgată la data de 24 septembrie 1952, constituția arata dependența statului roman față de URSS. Baza puterii populare în Republica Populară Română este alianța clasei muncitoare cu țărănimea muncitoare, în care rolul conducător aparține clasei muncitoare. Viața economică a republicii se dezvolta pe baza planului de stat al economiei naționale, în interesul construirii socialismului și a creșterii neîncetate a bunei stări materiale și culturale a oamenilor muncii.
Principiul separării puterilor în stat era încălcat, Marea Adunare Națională fiind organul suprem al țării, ales pe o perioada de 4 ani.
Odată cu moartea lui Gheorghe Gheorghiu-Dej și venirea la putere a lui Nicolae Ceaușescu, a fost promulgată o noua constituție totalitară în anul 1965 prin care se legitima o nouă putere și se schimba numele țării în Republica Socialistă Română. Principiul separării puterilor în stat era încălcat, forța politică conducătoare fiind Partidul Comunist Român. Organul suprem al țării era Marea Adunare Națională, ales pe o perioadă de 5 ani. Principalele atribuții ale acesteia sunt formarea guvernului, modificarea constituției și acordarea amnistiției. Puterea judecătorească era exercitată de Tribunalul Suprem, fiind supusă factorului politic, deoarece tribunalul era ales de Marea Adunare Natională. Puterea executivă era deținută de Consiliul de Miniștrii.

## Sistemul totalitar după Raymond Aron
Raymond Aron a definit totalitarismul astfel:
- Fenomenul totalitar intervine la un regim care îi acordă unui partid monopolul activității politice.

- Partidul care are monopolul este animat de, sau înarmat cu, o ideologie căreia îi conferă o autoritate absolută și care, pe cale de consecință, devine adevărul oficial al Statului.

- Pentru a răspândi acest adevăr oficial, Statul își rezervă, la rândul său, un dublu monopol: monopolul mijloacelor de forță, și monopolul mijloacelor de convingere. Toate mijloacele de comunicare - radioul, televiziunea, presa - sunt dirijate și comandate de Stat și de reprezentanții acestuia.

- Cea mai mare parte a activităților economice și profesionale sunt supuse Statului și devin, într-un fel, o parte a Statului însuși. Și, cum Statul este inseparabil de ideologia sa, majoritatea activităților economice și profesionale "poartă culoarea" adevărului oficial.

- Toate fiind activități de Stat, și orice activitate fiind supusă ideologiei, o greșeală comisă într-o activitate economică sau profesională devine, în același timp, o greșeală ideologică. De unde, pe linia de sosire, se constată o politizare și o transfigurare ideologică a tuturor greșelilor pe care este posibil să le facă indivizii și, în concluzie, o teroare în același timp polițistă și ideologică. (...) Fenomenul este perfect atunci când toate aceste elemente sunt reunite și îndeplinite în întregime.

## Diferențele dintre totalitarism si alte regimuri
În afară de utilizarea colocvială a termenului totalitar, conceptul este subiectul unei confuzii între clasificarea termenului autoritar, totalitar și fascist. Deși aceste concepte sunt asemănătoare, ele păstrează suficientă independență semantică unul față de celălalt. Cu toate acestea, pe o perioadă de timp, un guvern poate să ia măsuri care sunt atipice pentru toate trei, astfel încât determinarea diferențelor pentru un caz specific poate fi extrem de complicată.

### Diferențele dintre autoritarism
Potrivit unor autori precum Hannah Arendt sau Raymond Aron, diferența importante dintre un regim autoritar și un regim totalitar este că, în totalitarism, statul se supune unei legi sau unui obiectiv specific. Totuși, într-un regim autoritar nu există un scop care să ghideze acțiunile statului, legea nu este în slujba ideologiei.
Diferă de regimurile guvernamentale autoritare deoarece totalitarismele sunt caracterizate prin:
- Să aibă o ideologie elaborată care evidențiază lăudarea liderului.
- Căutarea sprijinului maselor, nu doar supunerea masei.
- Scopul final este să facă schimbări mari în societate și nu doar impunerea puterii asupra acesteia.

Totalitarismul diferă de autoritarism prin intensitatea în care se manifestă unele dintre elementele lor comune:
- Concentrarea puterii într-o singură persoană sau într-un grup foarte mic, de obicei un partid politic sau o mișcare.
- Justificarea acțiunii politice printr-o doctrină globală care se manifestă în toate sferele acțiunii umane: economie, cultură, familie, religie.
- Utilizarea sistematică a terorii, prin intermediul poliției secrete.
- Utilizarea lagărelor de concentrare pentru a izola opoziția și dușmanii regimului.

### Totalitarismul fascist și autoritarismul
Conceptul de regim fascist poate fi aplicat unor regimuri politice dictatoriale, fie ele totalitare sau autoritare din Europa interbelică. Termenul a fost inventat de Benito Mussolini în Italia urmată de Germania lui Adolf Hitler (1933) care o duce la consecințele sale finale.

## Caracteristicile sistemelor totalitare în Europa de Est
O sursă primară despre sistemele totalitare din Europa de Est este lucrarea „Puterea celor fără de putere” de Václav Havel, care are ca subiect principal mișcarea de dizidență după Declarația de la Helsinki : cum diferă de opoziția traditională dintr-o democrație și care sunt obiectivele ei. Pentru o înțelegere mai bună a mișcării de dizidență, autorul descrie vivid și elocvent sistemul totalitar  căruia i se opune, și explică limitele unei analize politice tradiționale, care presupune ca sistemul acoperă doar spațiul politic.
- Ideologia este o formă rituală de comunicare [26]

„ Șeful unui aprozar pune în fereastra magzinului, alături de ceapă si morcovi, sloganul „Proletari din toate țările, uniți-vă!””
- Minciuna și ipocrizia sunt necesare și omniprezente [27]

„ Sistemul posttotalitar atinge pe oameni la fiecare pas, dar o face cu mănuși ideologice. Din cauza asta, viața în sistem este atât de permeată de ipocrizie și minciună: guvernarea birocratică este numită guvernare populară; clasa muncitoare este înrobită în numele clasei muncitoare; degradarea completă a omului este prezentată ca cea mai exaltată eliberare a lui sau ei; deprivarea oamenilor de informație este numită a face informația disponibilă; folosirea puterii pentru manipulare este denumită control public al puterii, și abuzul arbitrar de putere este numit conformitate cu codul legal; represiunea culturii este numită dezvotare a culturii; expansiunea influenței imperiale este prezentată ca suport pentru cei oprimați; absența liberei exprimări devine cei mai înaltă formă de libertate; alegeri de formă devin cea mai înaltă expresie a democrației; interzicerea gândirii independente devine cel mai științific punct de vedere; ocupația militară devine asistență frățească. Pentru că regimul este captiv propriilor minciuni, trebuie sa falsifice totul. Falsifică trecutul. Falsifică prezentul si falsifică viitorul. Falsifică statistici. Pretinde că nu posedă un apparat polițienesc omnipotent și fără scrupule. Pretinde că respectă drepturile omului. Pretinde că nu persecută pe nimeni. Pretinde că nu se teme de nimic. Pretinde că nu pretinde nimic.”
- Minciuna și ipocrizia trebuie acceptate tacit de către toți [28]

„Oamenii nu trebuie sa creadă toate aceste mistificații, dar trebuie să se comporte ca și cum le cred, sau cel puțin sa le tolereze în tăcere, sau să nu intre în conflict cu cei care le vehiculează. Din acest motiv, ei trebuie să trăiască în minciună. Nu trebuie să accepte minciuna. Este sufficient să accepte viața lor cu ea și în ea. Pentru că chiar și prin asta oamenii confirmă sistemul, împlinesc sistemul, fac sistemul, sunt sistemul.”
- Sistemul permează toată societatea [29]

„Ce înțelegem noi prin acest sistem nu este, prin urmare, o ordine socială impusă de un grup altui grup, ci mai curând ceva care permează întrega societate și este un factor în modelarea ei, ceva care poate părea imposibil de înțeles și de definit (pentru că are natura unui principiu), dar care este exprimat de întreaga societate ca o caracteristică importantă a vieții sociale.”
- Nu poate fi tolerată nici o formă de opoziție, nici în cel mai insignificant aspect [30]

„Prin nerespectarea reguililor jocului, el a stricat jocul. L-a expus drept un simplu joc. A spart lumea aparențelor, stâlpul fundamental al sistemului. A curtremurat structura de putere, rupând ceea ce o menține. A demonstrat ca a trăi o minciună este a trăi o minciună. A pătruns prin fațada exaltată a sistemului și a expus bazele reale, josnice, ale puterii. A spus că împăratul este gol. Și pentru că împâratul este de fapt gol, ceva extrem de periculos s-a întămplat: prin actiunea lui, băcanul s-a adresat lumii. A arătat tuturor că este posibil să trăiești în adevăr. Trăirea în minciună poate constitui un sistem numai atunci când este universal adoptată. Acest principiu trebuie să îmbrățișeze și să permeeze totul. Nu poate coexista în nici un fel cu trăirea în adevăr, și prin urmare oricine iese din rând îl neagă în esența lui și îl amenință în întregime.”
- Sistemul totalitar se opune profesionalismului [31]

„Analiza lui Š. a fost descrisă ca un „document defăimător” și însuși Š. a fost etichetat „sabotor politic”. A fost dat afară de la fabrica de bere și angajat ca muncitor necalificat la o fabrică diferită. Aici noțiunea de lucru bine făcut s-a izbit de zidul sistemului posttotalitar. Spunând adevarul, Š. a ieșit din rând, nu a respectat regulile, s-a auto-izolat, și a sfârșit un sub-cetățean, stigmatizat ca dușman.”
- Codul legal funcționează ca o fațadă la adăpostul căreia se comit abuzuri [32]

„Ca și ideologia, codul legal funcționeză pe post de scuză”
„Ca și ideologia, codul legal este un instrument esențial de comunicare rituală în afara structurii de putere.”

## Opinii asupra totalitarismului din partea istoricilor Uniunii Sovietice din anii 1970

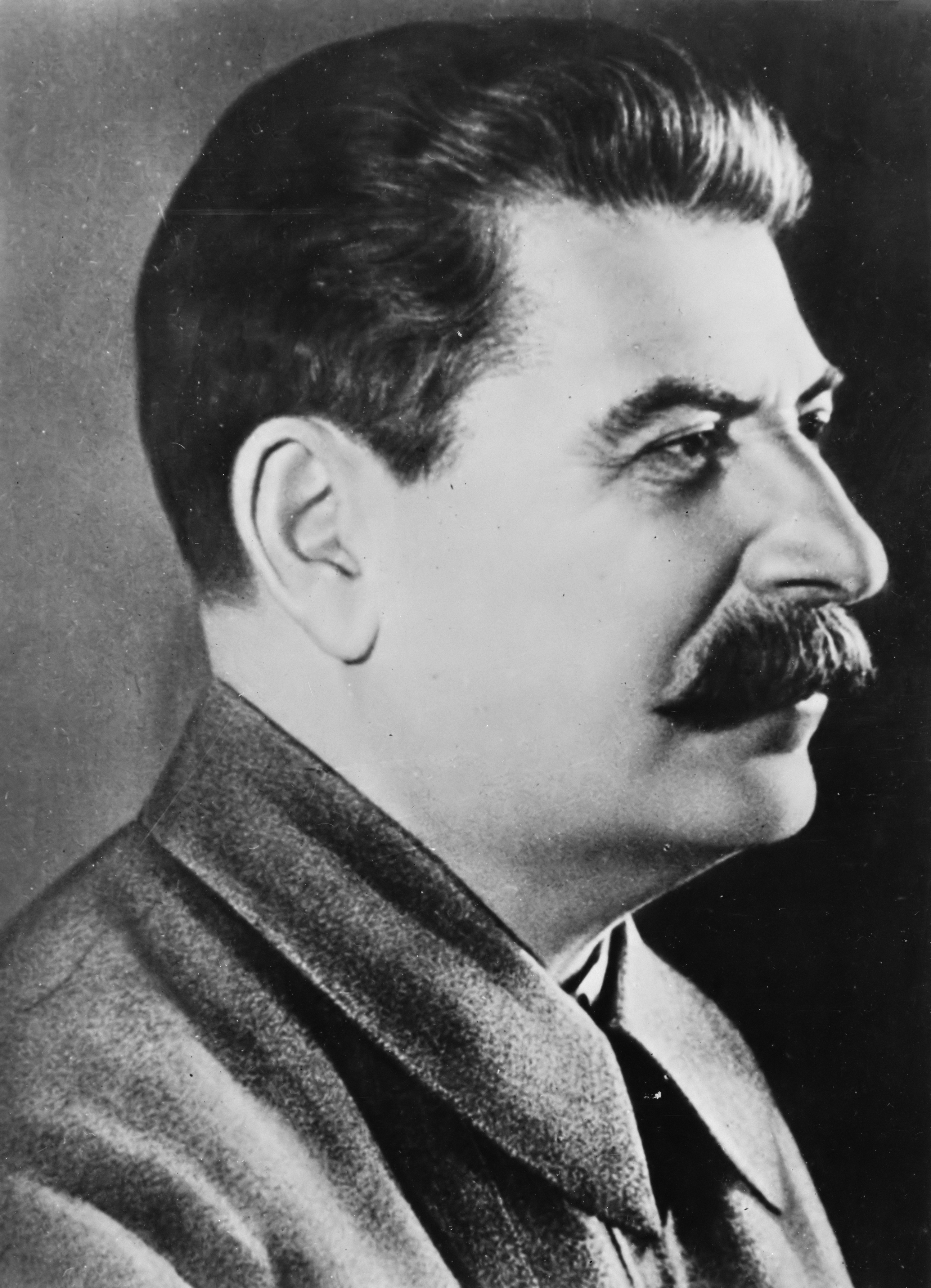
Iosif Stalin, lider al Uniunii Sovietice.

Majoritatea istoricilor occidentali moderni ai Uniunii Sovietice consideră că conceptul de totalitarism este o simplificare care nu reflectă realitatea vieții în Uniunea sovietică. Ideea a fost contestată pentru prima dată de o generație de istorici ale căror perspective au ajuns să fie cunoscute drept „școala revizionistă”. Unii dintre membrii cei mai importanți au fost Sheila Fitzpatrick, J. Arch Getty, Jerry F. Hough, William McCagg și Robert W. Thurston.
Deși interpretările lor individuale diferă, revizioniștii spun că Uniunea sovietică sub Stalin a fost slabă din punct de vedere instituțional. Ei susțin că cetățenii sovietici nu erau total lipsiți de resurse, așa cum presupune perspectiva totalitară. Mai degrabă, au dezvoltat practici care i-au ajutat să supraviețuiască în viața de zi cu zi într-un moment de lipsuri multiple. De exemplu, Arch Getty susține că „sistemul politic sovietic a fost haotic, că instituțiile au scăpat adesea de controlul statului". În plus, experți precum Fitzpatrick au subliniat că regimul s-a bazat pe sprijinul popular pentru legitimare la fel de mult ca și pe teroare.
Prin eliminarea societății de grupurile considerate „anti-sovietice”, s-au deschis noi oportunități de angajare pentru tinerii cetățeni din clasa muncitoare, la care cu greu ar fi putut visa înainte de revoluție. Acești „beneficiari” ai violenței au devenit fideli lui Stalin și regimului sovietic. Pentru ei, se părea că revoluția a fost îndeplinită. Aceștia au devenit dispuși să-l apere și să-l sprijine pe Stalin din cauza terorii.
În cazul Germaniei de Vest, Eli Rubin a declarat că Germania de Est nu era un stat totalitar, ci o societate care interacționează cu preocupările cetățenilor obișnuiți.
Scriind în 1987, Walter Laqueur a declarat că revizioniștii din domeniul istoriei sovietice au fost vinovați de argumente extrem de slabe și neconvingătoare împotriva conceptului de Uniunea sovietică ca stat totalitar. Laqueur a afirmat că argumentele revizioniștilor cu privire la istoria sovietică erau foarte asemănătoare cu argumentele prezentate de Ernst Nolte cu privire la istoria germană. Pentru Laqueur, concepte precum modernizarea au fost instrumente neadecvate pentru a explica istoria sovietică, în timp ce totalitarismul nu a fost. Argumentul lui Laqueur a fost criticat de istoricii moderni, precum Paul Buhle, care a spus că Laqueur compară în mod greșit revizionismul Războiului Rece cu revizionismul german. Mai mult, Michael Parenti și James Petras au declarat că conceptul de totalitarism a fost folosit politic și folosit în scopuri anticomuniste. Parenti a analizat, de asemenea, modul în care „anticomunismul de stânga” a atacat Uniunea sovietică în timpul Războiului Rece.
Potrivit unor experți, numirea lui Stalin drept totalitar în loc de autoritar a fost afirmată a fi o scuză pentru interesul personal occidental. Alți experți, precum F. William Engdahl, Sheldon Wolin și Slavoj Žižek, au asimilat totalitarismul de capitalism și liberalism și au folosit concepte precum totalitarismul inversat, capitalismul totalitar și democrația totalitară.

### Opinii despre sistemul totalitar în Uniunea Sovietică
Pe măsură ce istoria celui mai dur și, în același timp, durabil totalitarism, concretizat istoric în regimul comunist sovietic, a fost analizată de către istorici, o parte dintre aceștia au ajuns la concluzia că definiția conceptului "totalitarism" trebuie să fie serios amendată (adică să clarifice dacă aceasta mai poate fi aplicată, în mod justificat, fie și numai acestei forme extreme de control politic, care a fost regimul sovietic), deoarece realitatea din Uniunea Sovietică și, cu atât mai mult, aceea din Germania nazistă arată că societatea n-a putut fi controlată de-o manieră totală de către stat, cum nici statul n-a putut fi, la rândul lui, complet controlat de către un partid unic sau un dictator. Alți istorici subliniază că acest concept de totalitarism poate fi aplicat în mod justificat unor anumite perioade din istoria Uniunii Sovietice (cum este, de exemplu, epoca stalinistă), dar pentru alte perioade (epoca lui Hrușciov, printre altele) o astfel de noțiune nu se mai poate aplica, neacoperind realitatea.
Pentru a putea reflecta corect realitatea istorică, o redefinire a conceptului teoretic de "totalitarism" trebuie, deci, în opinia unor istorici, precum britanicul Robert Service, să admită faptul notabil că, în societățile reale aflate sub regimurile care sunt candidatele cele mai credibile la calificativul de "regimuri totalitare", a existat o vastă și diversă reacție de împotrivire a societății la politicile autorităților, ba, chiar mai mult, ea a fost, întotdeauna, parte integrantă a modului de funcționare al acestor regimuri..

## Ideologii și crime ale statelor totalitariste
| Partidul de guvernământ                             | Țară                           | Perioadă                     | Lider totalitar                       | Fundamentele ideologice                                                           | Principalii vinovați și complici                                                               | Crime de război/crime împotriva umanității |
| --------------------------------------------------- | ------------------------------ | ---------------------------- | ------------------------------------- | --------------------------------------------------------------------------------- | ---------------------------------------------------------------------------------------------- | --- |
| Regimuri totalitare recunoscute                     |                                |                              |                                       |                                                                                   |                                                                                                | |
| Partidul Național Fascist                           | Regatul Italiei (1861-1946)    | 1925-1943                    | Benito Mussolini                      | Fascism, Iredentism, Anticomunism, Corporatism                                    | Gentile, Ciano                                                                                 | Crime din timpul celui de-Al doilea război italo-etiopian și al Doilea Război Mondial                                                                            |
| Partidul Comunist al Uniunii Sovietice              | Uniunea Sovietică              | 1929-1953                    | Iosif Stalin                          | Comunism, marxism-leninism                                                        | Molotov, Beria, Iejov                                                                          | 20 de milioane de morți legate, în principal, de crimele celui de-al Doilea Război Mondial, deportările minorităților.                                           |
| Partidul Național Socialist al Muncitorilor Germani | Germania Nazistă               | 1933-1945                    | Adolf Hitler                          | Antisemitism, Expansionism                                                        | Göring, Goebbels, Himmler, Bormann                                                             | 50 de milioane de morți au fost legate, în principal, de crimele de pe Frontul de Est (Al Doilea Război Mondial), Genocidul evreiesc și țigănesc.                |
| Garda de fier                                       | Statul Național Legionar Român | 1940-1945                    | Ion Antonescu                         | Legionarism                                                                       | Horia Sima                                                                                     | Încălcarea drepturilor fundamentale ale cetățenilor prin asuprire.                                                                                               |
| Partidul Comunist Român                             | Republica Socialistă România   | 1965-1989                    | Nicolae Ceaușescu                     | Comunism                                                                          | Elena Ceaușescu                                                                                | Asuprirea populației prin raționalizarea alimentelor și a energiei electrice.                                                                                    |
| Alte regimuri potențial totalitare                  |                                |                              |                                       |                                                                                   |                                                                                                | |
| Partidul Comunist Chinez                            | China                          | 1949 - prezent               | Mao Zedong, Xi Jinping                | Stalinism, Marxism-leninism, Mondialism                                           | Zhou Enlai, Zhang Chunqiao, Lin Biao, Yao Wenyuan                                              | Între 60 și 80 de milioane de morți legate, în principal, de crimele Războiului Civil Chinez                                                                     |
| Asociația de Sprijin al Autorității Imperiale       | Imperiul Japonez               | 1931-1945                    | Hideki Tōjō, Hirohito                 | Imperialism, Militarism                                                           | Kanji Ishiwara, Kōki Hirota, Sadao Araki, Yasuhito Chichibu                                    | Peste 10 milioane de decese legate, în principal, de crimele din războiul sino-japonez (1937-1945) și războiul din Pacific.                                      |
| Asociația "Concordia"                               | Manciukuo                      | 1932-1945                    | Puyi                                  | Pan-asiatic, Personalism, naționalism manciurian, Monarhism                       | Zheng Xiaoxu, Zhang Jinghui                                                                    | „Experimente științifice” asupra prizonierilor chinezi de către medici japonezi. Traficul de stat cu opiu. Munca forțată a civililor chinezi în mine și fabrici. |
| Frontul Patriotic                                   | Austria                        | 1933-1938                    | Engelbert Dollfuss                    | Austrofascism, corporatism, anti-comunism, anti-nazism, catolicism tradiționalist | Kurt Schuschnigg                                                                               | Represiunea opozițiilor naziste și comuniste. |
| Ustași                                              | Statul Independent al Croației | 1941-1945                    | Ante Pavelić                          | Naționalism croat, fascism clerical, antisemitism, serbofobie                     | Mladen Lorković, Slavko Kvaternik                                                              | Genocid și convertirea forțată la catolicism a populației sârbe (aproape 500.000 de morți). Masacrul a 40.000 de rromi.                                          |
| Statul totalitar norvegian                          | Norvegia                       | 1942-1945                    | Vidkun Quisling                       | Neopăgânism germanic, antisemitism, anticomunism                                  | Jonas Lie, Gulbrand Lunde, Josef Terboven                                                      | Livrarea a 650.000 de evrei în Germania. Reprimarea acțiunilor de rezistență.                                                                                    |
| Regimul de la Vichy                                 | Franța                         | 1940-1944                    | Philippe Pétain                       | Antisemitism, Anticomunism, Colaboraționism                                       | Pierre Laval, Édouard Daladier, Paul Reynaud                                                   | Reprimarea acțiunilor de rezistență. Lagărul de concentrare de la Drancy.                                                                                        |
| Partidul Socialist Popular Rus „Viking”             | Republica Lokot                | 1941-1943                    | Konstantin Voskoboinik                | Antisemitism, agrarism, capitalism, anticomunism                                  | Bronislaw Kaminski                                                                             | Masacrul poliției asupra populației evreiești locale (262 de persoane)                                                                                           |
| Partidul Fascist Republican                         | Republica Socialistă Italiană  | 1943-1945                    | Benito Mussolini                      | Antisemitism, Republicanism                                                       | Rodolfo Graziani, Guido Buffarini Guidi, Alessandro Pavolini, Achille Starace, Nicola Bombacci | Livrarea a 8.000 de evrei în Germania. Represiunea actelor de rezistență                                                                                         |
| Partidul Muncitoresc din Coreea                     | Coreea de Nord                 | 1948 - în prezent            | Kim Il-sung, Kim Jong-il, Kim Jong-un | Stalinism, maoism, Antiamericanism                                                | Hwang Jang-yop                                                                                 | Gulaguri în activitate de la crearea statului, în jur de 100.000 de prizonieri până în prezent.                                                                  |
| Partidul Comunist din Kampucea                      | Kampucea Democrată             | 1975-1979                    | Pol Pot                               | Marxism-leninism, naționalism khmer                                               | Samphân, Sary, Chea, Mok                                                                       | 2 milioane de decese legate, în principal, de crime din Războiul civil cambogian (1967-1975), muncă forțată.                                                     |
| Nici unul                                           | Statul Islamic                 | 2014-2019                    | Abu Bakr al-Bagdadi                   | Salafismul jihadist                                                               | Abu Bakr al-Naji, Abu Ali al-Anbari                                                            | Câteva zeci de mii de morți în numeroase bătălii, masacre și atacuri de pe tot globul                                                                            |
| Taliban                                             | Afganistan                     | 1996-2001, 2021 - în prezent | Mohammad Omar, Haibatullah Ahundzada  | Islamism                                                                          | Mansour, Baradar                                                                               | Înființarea unei teocrații care militează pentru revenirea la „islam pur”                                                                                        |